# Броун, Ричард
Ричард Броун (Ричард Браун, Рыцарь Браун) (около 1670 — 21 сентября (2 октября) 1740, Санкт-Петербург) — англичанин на русской службе, корабельный мастер в ранге капитан-командора. Строил бомбардирский корабль и бригантины на Олонецкой верфи; первые линейные корабли Балтийского флота «Рига» и «Выборг»; линейные корабли, фрегаты, пинки и яхты в Санкт-Петербургском адмиралтействе.

## Биография
В начале 1705 года англичанин Ричард Броун поступил на русскую службу по контракту на три года в качестве корабельного мастера Воронежского адмиралтейства. 12 (23) января 1705 года корабельный мастер Ф. М. Скляев писал Петру I: «По приказу твоему велел я ему взять чертёж от гальота, который ты изволил ты начертить под гаубицы…» и об отправке мастера Ричарда Броуна из Воронежа на Олонец «строить гальот и три судна новой инвенцiи».

### На Олонецкой и Новоладожской верфях
В 1707—1708 годах находился на Олонецкой верфи. 4 (15) марта 1707 года заложил 15-пушечный бомбардирский корабль без названия, одновременно строил десять бригантин специальной постройки. Все суда были построены в 1708 году для Балтийского флота и участвовали в Северной войне. В 1708 году, по истечении срока контракта, Р. Броун остался на службе в России. 19 (30) июля 1708 года Пётр издал указ о строительстве судов на Новоладожской верфи: «…строить два корабля из дубового леса, который готовит Лукьян Верещагин. Для строения прислать корабельного мастера Р. Броуна и корабельного ученика Г. Меньшикова…». В августе 1708 года Р. Броун и Г. Меньшиков прибыли на верфь и заложили первые линейные корабли Балтийского флота — 50-пушечные парусные линейные корабли 4 ранга «Рига» и «Выборг». Пётр постоянно интересовался ходом строительства кораблей, 3 (14) июня 1710 он послал письмо корабельным мастерам Ф. С. Салтыкову и Р. Броуну с предписанием о скорейшем окончании строительства кораблей, «в чём надобно вам неусыпно трудитца». Летом 1710 года корабли были спущены на воду.

### В Санкт-Петербургском адмиралтействе

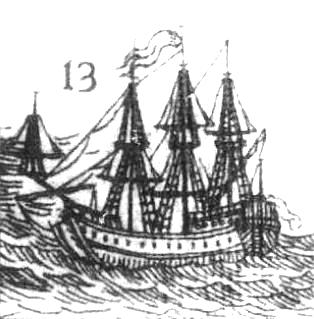
Корабль «Святая Екатерина», с гравюры Пикарта 1716 года

В 1710 году Р. Броун был переведён в Санкт-Петербург, где в течение всей своей последующей жизни, строил корабли на верфи Санкт-Петербургского адмиралтейства. 29 июня (10 июля) 1711 года заложил 60-пушечный линейный корабль 3 ранга «Святая Екатерина» (спущен на воду 8 (19) октября 1713 года). 29 июня (10 июля) 1712 года заложил однотипный 60-пушечный корабль «Шлиссельбург», который построил и спустил на воду 28 сентября (9 октября) 1714 года в присутствии Пётра I. В 1714 году Броун представил Петру I чертёж 80-пушечного корабля, который царь поручил адмиралтейцу А. В. Кикину передать в Казанское адмиралтейство корабельному подмастерью Роберту Гардлию для заготовки корабельного леса.
Пётр I высоко ценил мастера Ричарда Броуна: вёл с ним переписку, посещал стапели, где тот строил корабли, бывал у него дома и ночевал там. В мае 1714 года Пётр решил испытать корабль «Святая Екатерина», о результатах писал Броуну «мы вчерась… отведали всех кораблей бейдевинт и сему кораблю никто, кроме „Полтавы“, спорщик не был, только одна она, которая временем и уходила, однакож не гораздо». 2 декабря 1714 года Пётр вместе с Екатериной был на крестинах у Ричарда Броуна и пожаловал роженице 30 червонцев.
8 (19) ноября 1714 Р. Броун приступил к строительству 76-пушечного линейного корабля Святой Александр (спущен на воду в октябре 1717 года), параллельно в 1715—1716 годах строил 24-пушечный трёхмачтовый пинк «Принц Александр», а в 1716 году начал строительство 96-пушечного линейного корабля «Фридрихштадт» (спущен на воду в мае 1720 года). В июне 1717 года Ричард Броун обследовал и устранял течь на линейном корабле «Рига», о чём докладывал Ф. М. Апраксину.

Пинк «Принц Александр»

В апреле 1718 года, согласно указу Петра I о создании Невского флота, был включён в список лиц петровской элиты, которые были обязаны получить буеры для перемещения по водным артериям Петербурга. В июле 1718 года именным указом Петра Р. Броуну, в связи с частыми поездками из Санкт-Петербурга на Котлин и в Ревель, было повышено жалование «другим мастерам не в образец»
В сентябре 1718 года заложил 74-пушечный двухдечный парусный линейный корабль «Святая Екатерина» (спущен на воду в марте 1721 года), одновременно в 1718—1719 годах строил 18-пушечную яхту «Принцесса Анна». В начале 1719 года Броун освидетельствовал корабли «Святой Михаил» и «Святой Гавриил» на предмет их ремонта и дал своё заключение: «к починке и участию в компании не годны, а ежели они по намерению Ц. В. [Царского величества] потоплены будут в Рогервике, то можно отправить их туда с поручиками».
24 сентября (5 октября) 1721 года заложил 54-пушечный линейный корабль «Санкт-Михаил» (спущен на воду в мае 1723 года). Данный корабль являлся головным в серии кораблей одноимённого типа. По этому проекту Броун построил ещё два корабля: «Не тронь меня» (спущен на воду в апреле 1725) и «Рига» (спущен на воду в июле 1729). Ещё один корабль из этой серии «Рафаил» строил корабельный мастер Ричард Рамз, который приходился шурином Р. Броуну. За успехи в строительстве кораблей 10 июля 1723 года Р. Броун был пожалован рангом капитан-командора.

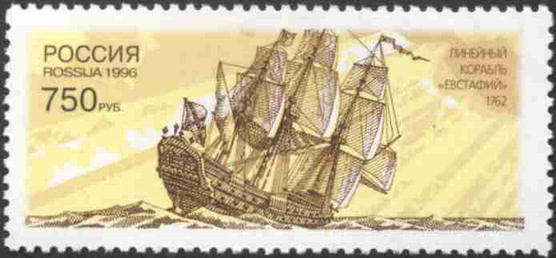
Корабль «Евстафий Плакида», один из серии кораблей типа «Слава России», на российской марке 1996 года

В 1724—1728 годах строил 32-пушечный фрегат Россия. 24 октября (4 ноября) 1725 года заложил один из девятнадцати кораблей типа «Пётр Второй» 54-пушечный линейный корабль «Выборг», который спустил на воду 19 (30) октября 1729 года.
9 (20) июля 1732 года приступил к строительству 114-пушечного трёхмачтового трёхдечного линейного корабля 1 ранга «Императрица Анна». В 1733 году Броун был назначен обер-интендантом. После спуска на воду 13 (24) июня 1737 года, корабль стал флагманом Балтийского флота. Одновременно с «Императрицей Анной» в 1733—1735 годах вёл строительство нескольких судов: фрегата «Святой Яков», за постройку которого получил, кроме законного подарка, «гарнитур сукна»; 12-пушечной фоб-яхты «Вирцоу», за строение которой в 1734 году получил «в качестве презента» 100 рублей; в 1735—1736 годах строил 66-пушечный линейный корабль «Основание благополучия» из серии кораблей типа «Слава России».

### Новатор и изобретатель кораблестроения
Ричард Броун был инициатором многих нововведений в российском кораблестроении. Он предложил применять предварительное смоление заранее заготовленных «членов» судового набора специальными смолами, что предохраняло дерево от гниения и появления трещин. Для увеличения прочности строившихся больших кораблей, Броун первым начал использовать железные болты вместо деревянных нагелей для соединения между собой «членов» судового набора. Броун разработал собственный способ спуска кораблей на воду, скомбинировал использование жёстких связей, по опыту английских кораблестроителей, с канатами, которые применяли французские корабелы. Он разработал проект крытого эллинга, со стапеля которого можно было спускать суда без спусковых салазок.
Ричард Броун был женат на англичанке Мэри Броун, которая умерла 3 (14) марта 1738 года. 15 апреля 1738 года Броун получил во владение на Васильевском острове каменный дом.
Скончался Ричард Броун в Санкт-Петербурге 21 сентября (2 октября) 1740 года, был похоронен в Александро-Невской лавре.